# USカタンザーロ1929
USカタンザーロ1929（Unione Sportiva Catanzaro 1929）はイタリアのカラブリア州カタンザーロを本拠地とするサッカークラブである。2023-24シーズンはセリエBに所属している。

## 歴史
1929年にUSカタンザレーゼ（Unione Sportiva Catanzarese）として創立。
第二次世界大戦後、USカタンザーロ（Unione Sportiva Catanzaro）と改名し、1970-71シーズンにセリエBで3位となり、カラブリア州のクラブとしては初のセリエA昇格。しかし、翌1971-72シーズンは初のセリエAの舞台で15位に沈み、セリエBに降格する。1974-75シーズンにはセリエBで4位となり、プレーオフへ進出するも敗退するが、翌1975-76シーズンにはセリエBで2位となり、2度目の昇格を果たす。その翌シーズンの1976-77シーズンには再度セリエBに降格するも、続くシーズンで再度セリエBで2位となり昇格。
1978-79シーズンは9位に入り、クラブ史上初のセリエA残留を果たした。このシーズンから1982-83シーズンまではセリエAに在籍し続けたが、1982-83シーズンにセリエA16位となり、それが現時点まででカタンザーロがセリエAでプレーした最後のシーズンとなっている（1979-80シーズンは本来であれば降格となっていたが、ミランとラツィオの八百長スキャンダルによって最終順位が12位となりセリエA残留を果たした）。
カタンザーロにとって黄金期となった1970年代から80年代を支えたのは、レスター・シティの監督を務めたクラウディオ・ラニエリや、チームの象徴として語り継がれ、ローマ戦でのハットトリックなどで有名なマッシモ・パランカであった。
1983年のセリエB降格をきっかけにカタンザーロは暗黒期に突入する。翌シーズンのセリエBでも20位となり、1959年以来24年ぶりにセリエC1に降格。その翌シーズンにはセリエBに再度復帰し、4シーズンにわたってセリエBで戦うものの、1989-90シーズンにはセリエC1へ再び降格してしまう。更に翌1990-91シーズンにはクラブ史上初となるセリエC２へ降格（4部リーグでのプレー経験はあるものの、セリエC2発足以降は初だった）。
それ以降10年以上にわたってセリエC２で戦い続けることとなり、セリエC１への復帰は2003-04シーズンまで待つこととなる。そのセリエC１への復帰シーズンとなった2003-04シーズンにはセリエC１のジローネBで優勝し、1990年以来となるセリエB復帰を果たした。
しかし、セリエB復帰シーズンの2004-05シーズンには21位となり、本来であれば降格であったが、ジェノアCFCが八百長疑惑でセリエC１降格となったうえ、ペルージャ、サレルニターナ、ヴェネツィアの登録がかなわなかったため、セリエB残留となった。しかし、翌シーズンには22位となり、降格が決定。加えてチームが経営破たん。チームはFCカタンザーロ（Catanzaro Football Club）として、セリエC2から再出発を図った。
2011年にチームは再び破綻したが、新会社カタンザーロ・カルチョ2011（Catanzaro Calcio 2011）を設立し、かつてのチーム名USカタンザーロでリーグに参戦している。
2018年、創設年を加えたUSカタンザーロ1929（U.S. Catanzaro 1929）にクラブ名を変更した。

## ライバルクラブ
カタンザーロの主なライバルチームは同じカラブリア州内にあるコゼンツァ・カルチョで、お互いをののしりあうようなチャントは枚挙にいとまがない。
同じ南部のクラブであるカターニアなどもライバルチームとして名が上がることがある。

## タイトル

### 国内タイトル
- セリエC：1回
  - 2022-23

- セリエD：1回
  - 1952-53

### 国際タイトル
なし

## 過去の成績
| シーズン | ディビジョン        | ディビジョン | ディビジョン | ディビジョン | ディビジョン | ディビジョン | ディビジョン | ディビジョン | ディビジョン | コッパ・イタリア |
| シーズン | リーグ              | 試           | 勝           | 分           | 敗           | 得           | 失           | 勝ち点       | 順位         | コッパ・イタリア |
| -------- | ------------------- | ------------ | ------------ | ------------ | ------------ | ------------ | ------------ | ------------ | ------------ | ---------------- |
| 2017-18  | セリエC ・ジローネC | 36           | 11           | 9            | 16           | 35           | 45           | 42           | 14位         | —                |
| 2018-19  | セリエC ・ジローネC | 36           | 20           | 7            | 9            | 65           | 32           | 67           | 3位          | —                |
| 2019-20  | セリエC ・ジローネC | 30           | 12           | 7            | 11           | 41           | 36           | 43           | 7位          | —                |
| 2020-21  | セリエC ・ジローネC | 36           | 19           | 11           | 6            | 44           | 29           | 68           | 2位          | —                |
| 2021-22  | セリエC ・ジローネC | 36           | 19           | 10           | 7            | 57           | 26           | 67           | 2位          | 1回戦敗退        |
| 2022-23  | セリエC ・ジローネC | 38           | 30           | 6            | 2            | 102          | 21           | 96           | 1位          | 予選敗退         |
| 2023-24  | セリエB             |              |              |              |              |              |              |              | 位           |                  |

## 歴代監督
- カルロ・マッツォーネ 1978-1980
- ルイジ・カーニ 2004-2005
- ゼ・マリア 2010-2011
- フランチェスコ・コッツァ 2011-2013
- フランチェスコ・モリエーロ 2014

## 歴代所属選手

### DF
- クラウディオ・ラニエリ 1974–1982

### MF
- オズヴァルド・バニョーリ　1961-1964
- ジェンナーロ・デルヴェッキオ 2000-2001
- フリオ・セサル・レオン 2004-2005
- アントニオ・ノチェリーノ 2005
- カルロ・ネルボ 2005-2006

### FW
- マッシモ・パランカ 1974-1981, 1986-1990
- ディオマンシ・カマラ 1999-2001, 2014-2015